# ليزا همر
ليزا همر (بالإنجليزية: Lisa Hammer)‏ هي مغنية وموسيقية ومخرجة أمريكية، ولدت في 4 أبريل 1967 في سالم في الولايات المتحدة.

## وصلات خارجية
- الموقع الرسمي
- ليزا همر على موقع IMDb (الإنجليزية)
- ليزا همر على موقع ميوزك برينز (الإنجليزية)
- ليزا همر على موقع أول موفي (الإنجليزية)
- ليزا همر على موقع ديسكوغز (الإنجليزية)
- ليزا همر على موقع قاعدة بيانات الفيلم (الإنجليزية)
- ليزا همر على موقع كينوبويسك (الروسية)